# Veluticeps pimeriensis
Veluticeps pimeriensis är en svampart som först beskrevs av Robert Lee Gilbertson, och fick sitt nu gällande namn av Hjortstam & Tellería 1990. Veluticeps pimeriensis ingår i släktet Veluticeps och familjen Gloeophyllaceae.   Inga underarter finns listade i Catalogue of Life.